# Železo (sura)
Železo (arabsko Al-Hadid) je 57. sura (poglavje) v Koranu, ki jo sestavlja 29 ajatov (verzov). Je medinska sura.
Med opravljanjem molitve (salata oz. namaza) pri tej suri verniki opravijo 4 ruku'jev (priklonov).